# Chacodelphys formosa
Chacodelphys formosa e вид опосум от семейство Didelphidae, единствен представител на род Chacodelphys.

## Разпространение
Видът е слабо разпространен. Среща се в две северни провинции на Аржентина – Формоса и Чако.

## Описание
Видът представлява най-малкият известен днес опосум. По-малък е дори и от Cryptonanus chacoensis. Дължината на тялото е около 68 mm, опашката е дълга 55 mm. Белезите, които го отличават от опосумите от останалите родове са:
- Третият пръст на предните крайници е най-дълъг;
- Не притежана характерната за опосумите трицветна окраска на козината;
- Опашката е по-къса от дължината на тялото;
- Четвъртият пръст на задните крайници е най-дълъг;

## История на таксона
Името, с което първоначално е описан вида е Marmosa muscula, Shamel (1930), същата година е преименуван на Marmosa formosa, Shamel (1930). През 1933 George Tate обединява родовете Thylamys и Marmosa. През 1989 г. те отново са обособени като две таксономични единици. През 2004 Voss et al. отделят вида в монотипен род Chacodelphys.